# Ґаланта (округ)
О́круг Ґала́нта (словац. Okres Galanta) — округ у Трнавському краї, південно-західна Словаччина. Площа округу становить — 641,7 км², на якій проживає — 96 452 осіб (31.12.2010). Середня щільність населення становить — 150,3 осіб/км². Адміністративний центр округу — місто Ґаланта, в якому проживає 16 058 жителі.

## Історія

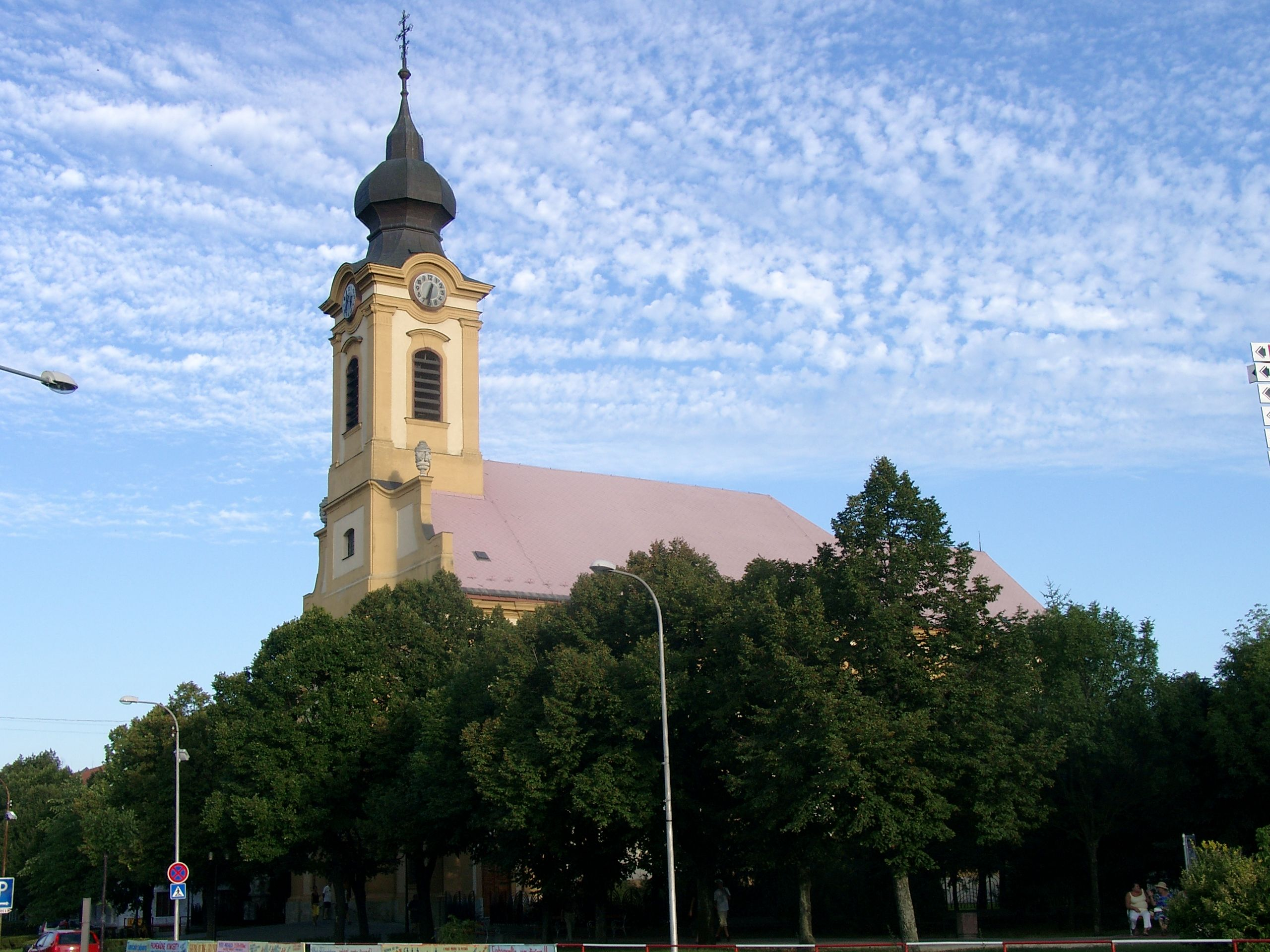
Костел у місті Середь

До 1918 року округ належав Угорському королівству, а його територія головним чином входила до складу словацької історичної області (комітату) Пожонь (Братислава), за винятком невеликої території на сході краю, яка входила до складу округу Нітра.
У сучасному вигляді округ був утворений 1996 року під час адміністративно-територіальної реформи Словацької Республіки, яка набула чинності 24 липня 1996 року.

## Географія

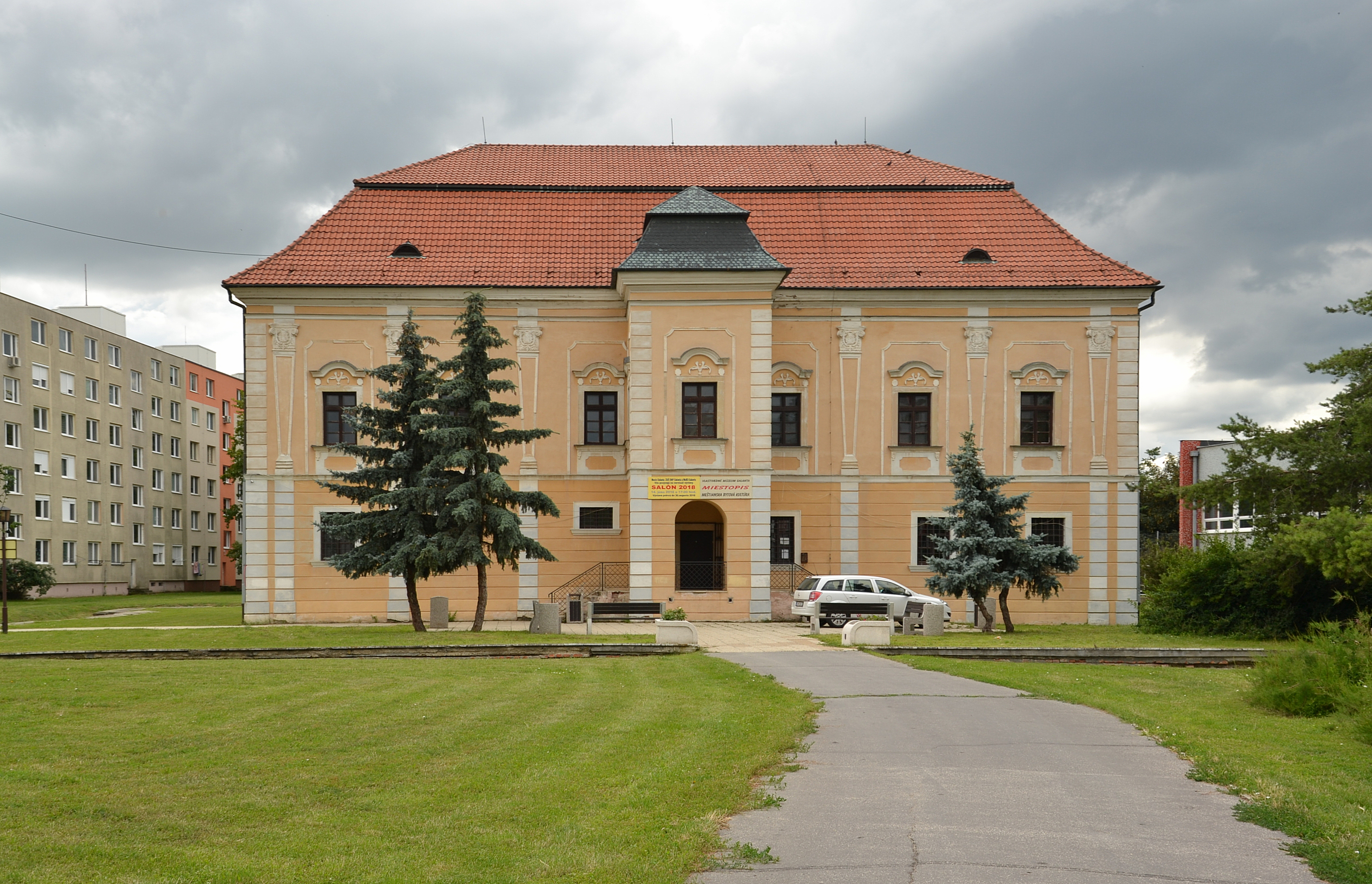
Палац у Ґаланті

Округ розташований в південно-західній Словаччині, в південній частині Трнавського краю. Він межує з округами: на північному заході — Трнава, на півночі — Глоговец, на південному заході — Дунайська Стреда (всі округи Трнавського краю); на сході — Нітра, Шаля і Комарно (всі округи Нітранського краю); на заході межує з округом Сенец (Братиславського краю).
Одною із найбільших річок округу є Ваг, яка протікає його територією з півночі на південь і впадає в Дунай (ліва притока) — басейн Чорного моря. В окрузі також протікає річка Дудваг, права притока Вагу. Розташовані Трнавські пагорби.

## Статистичні дані

### Населення
| Рік:            | 1994.  | 2004.   | 2014.   | 2024.   |
| --------------- | ------ | ------- | ------- | ------- |
| Кількість осіб: | 93 667 | 94 936  | 93 682  | 95 210  |
| Різниця:        |        | +1,35 % | -1,32 % | +1,63 % |

| Рік:            | 2023.  | 2024.   |
| --------------- | ------ | ------- |
| Кількість осіб: | 95 457 | 95 210  |
| Різниця:        |        | -0,25 % |

### Національний склад 2010

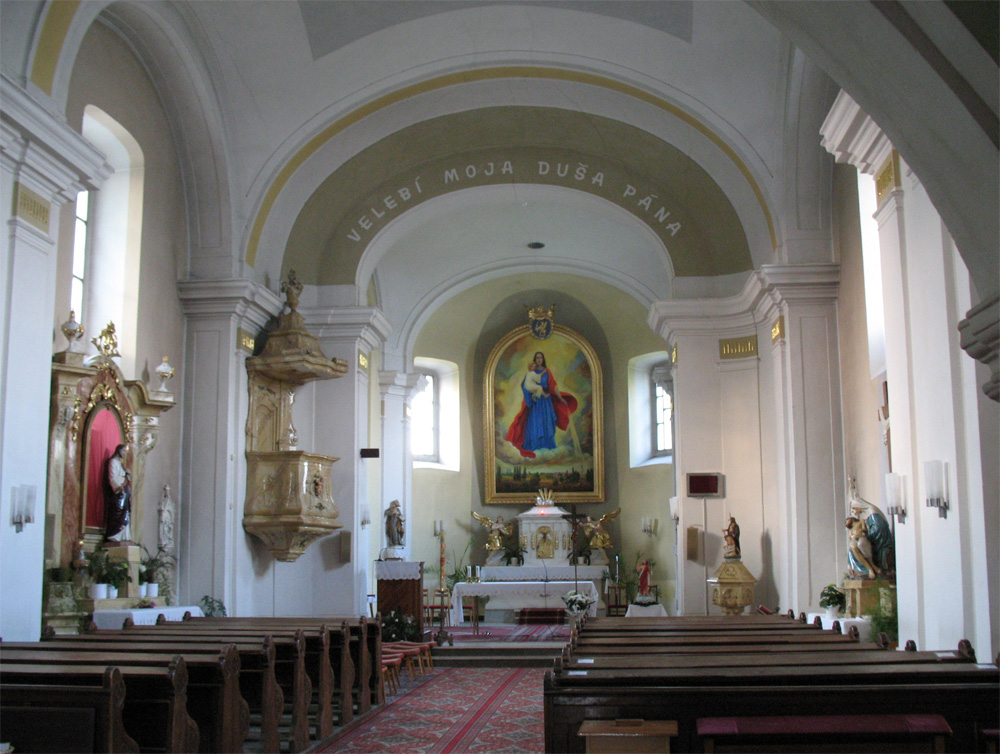
Інтер'єр костелу у селі Шопорня

Національний склад округу, за офіційними даними, є поліетнічним, завдяки тому, що крім словаків, яких тут проживає майже 60 %, в окрузі проживає понад 37 % угорців, при чому із 36 населених пунктів округу, угорці складають більшість в 19-ти, а словаки тільки в 17-ти. Всі інші національності складають трохи менше 3 % від усієї кількості населення округу.
Дані по національному складу населення округу Ґаланта на 31 грудня 2010 року:
- словаки — 59,44 %
- угорці — 37,57 %
- роми — 0,72 %
- чехи — 0,63 %
- інші національності — 1,64 %

### Конфесійний склад 2001
- католики — 76,97 %
- лютерани — 5,64 %
- інші релігії та атеїсти  — 17,4 %

## Адміністративний поділ

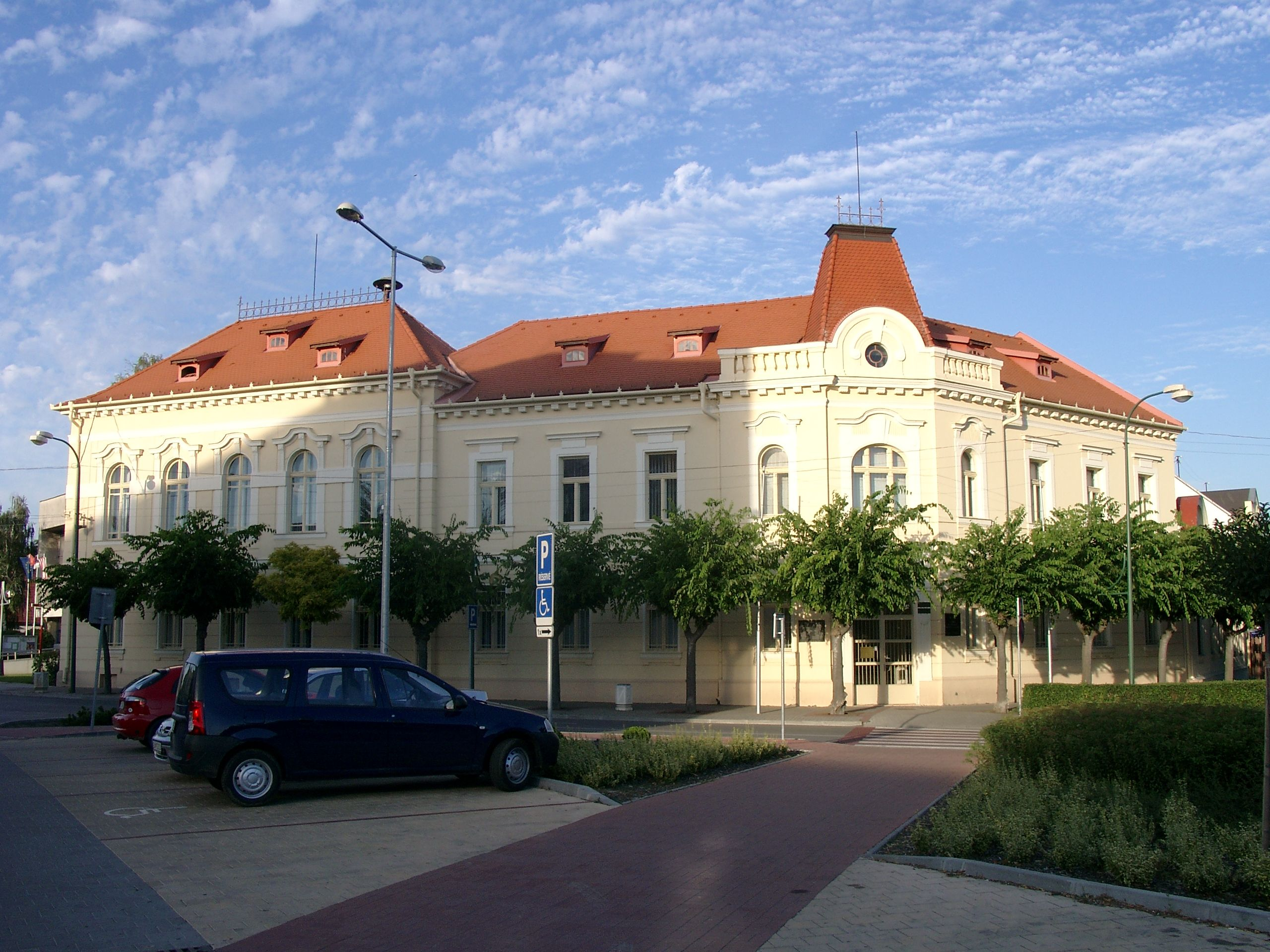
Місто Середь

Адміністративно округ складається із 36 громад (н.відм. obec, род.відм. obce): 33-х сільських і 3-х міст.

### Міста
- Ґаланта
- Середь
- Сладковічово

### Села
Абрагам • Ваговце • Велька Мача • Вельке Уляни • Вельки Гроб • Віногради-над-Вагом • Возокани • Гань • Горне Саліби • Госте • Долна Стреда • Долне Саліби • Долни Хотар • Єлка • Земянске Сади • Кайал • Кошути • Кральов Брод • Мала Мача • Матушково • Мостова • Пата • Пусте Сади • Пусте Уляни • Томашіково • Топольниця • Трстиці • Чєрна Вода • Чєрни Брод • Шалгочка • Шінтава • Шопорня • Яновце

## Автомагістралі

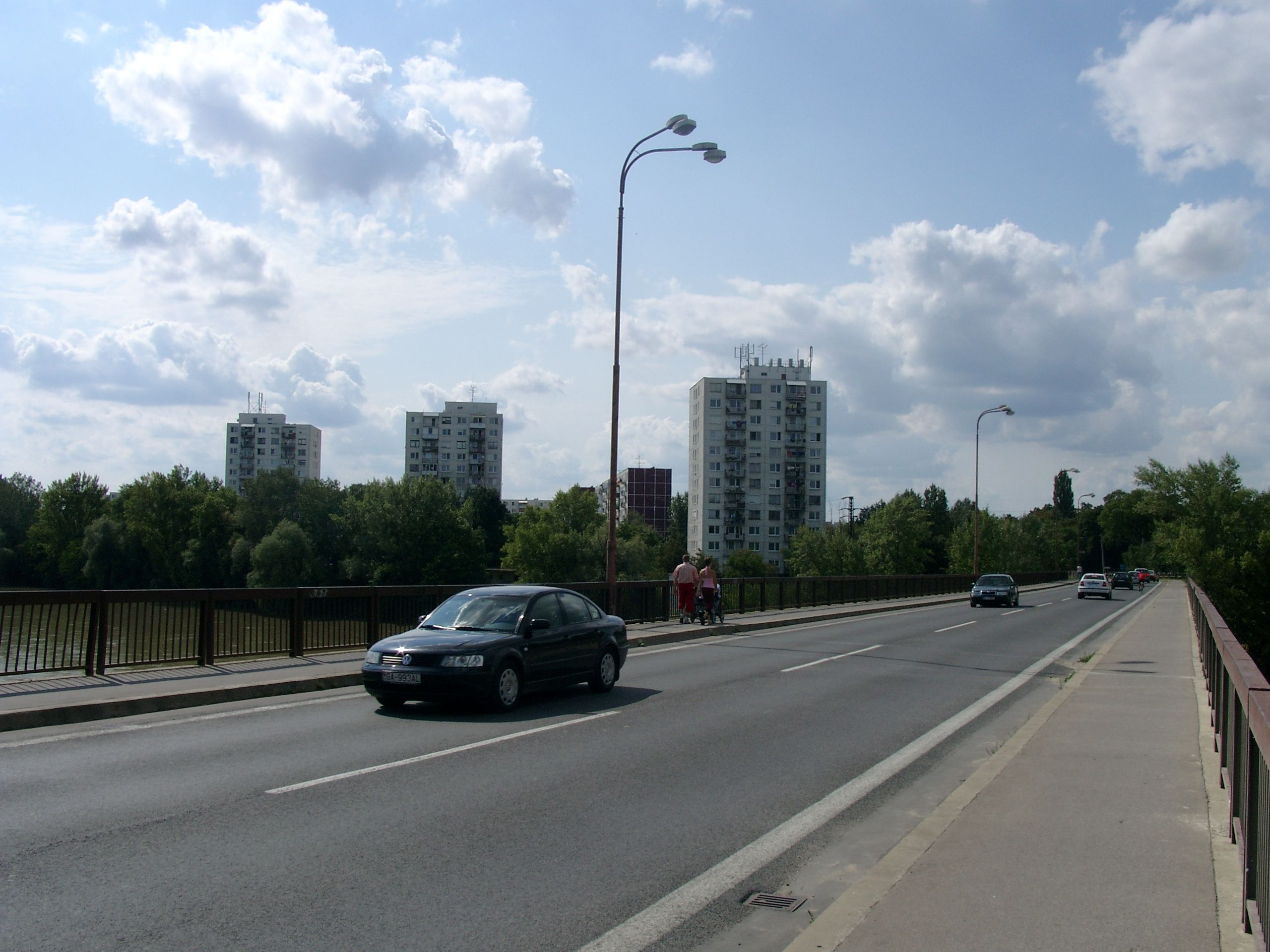
Середь. Автодорожній міст на річці Ваг

На ряду з автомобільними дорогами місцевого значення (I/62, I/75, II/507, II/561, II/573), територією краю проходить європейська автомагістраль категорії А: E58 за маршрутом: Відень (Австрія) — Ростов-на-Дону (Росія), (в межах Словаччини (R1—R2/E571): Братислава — Середь — Зволен — Кошиці)